# Martin Kendler
Martin Kendler es un deportista austríaco que compitió en vela en la clase Soling. Ganó cuatro medallas en el Campeonato Europeo de Soling entre los años 2001 y 2009.

## Palmarés internacional
| Campeonato Europeo | Campeonato Europeo   | Campeonato Europeo | Campeonato Europeo |
| Año                | Lugar                | Medalla            | Clase              |
| ------------------ | -------------------- | ------------------ | ------------------ |
| 2001               | Attersee (Austria)   | Medalla de bronce  | Soling             |
| 2002               | Castiglione (Italia) | Medalla de oro     | Soling             |
| 2006               | Balatón (Hungría)    | Medalla de bronce  | Soling             |
| 2009               | Iseo (Italia)        | Medalla de plata   | Soling             |